# جون روبنسون (عازف جاز)
جون روبنسون (بالإنجليزية: John Robinson)‏ هو عازف جاز أمريكي، ولد في 29 ديسمبر 1954 في كريستون في الولايات المتحدة.

## وصلات خارجية
- الموقع الرسمي
- جون روبنسون على موقع IMDb (الإنجليزية)
- جون روبنسون على موقع ميوزك برينز (الإنجليزية)
- جون روبنسون على موقع أول ميوزيك (الإنجليزية)
- جون روبنسون على موقع ديسكوغز (الإنجليزية)